# الشركة الكويتية لتزويد الطائرات بالوقود
الشركة الكويتية لتزويد الطائرات بالوقود (كافكو) شركة نفطية تابعة لشركة البترول الوطنية الكويتية تعنى بتزويد الطائرات بالوقود.

## تاريخ الشركة
تأسست الشركة عام 1963 بمساهمة شركة البترول الكويتية بنسبة 51% وشركة البترول البريطانية المحدودة (بي بي) بنسبة 49٪. واستملكت شركة البترول الوطنية الكويتية نسبة 80% من الشركة عام 1966، وفي عام 1973 أصبحت كافكو مملوكة بالكامل لشركة البترول الوطنية الكويتية، ومن ثم أصبحت كافكو إحدى شركة مؤسسة البترول الكويتية وبعدما قامت بشراء جميع أسهم كافكو من شركة البترول الكويتية عام 1987 وعادت لتبيعة لشركة البترول الوطنية الكويتية في عام فبراير 2017.

## المبيعات
بلغت مبيعات الشركة في مطار الكويت الدولي في السنة المالية 2003/3004 حوالي 800 مليون لتر بقيمة إجمالية تقدر ب60 مليون دينار كويتي.